# Piazza San Barnaba (Marino)
Piazza San Barnaba è una piazza situata nel centro storico della città di Marino, in provincia di Roma, nell'area dei Castelli Romani.
La piazza prende nome dalla basilica di San Barnaba, il principale luogo di culto cattolico di Marino, edificata tra il 1640 ed il 1662, affacciata sulla piazza omonima.
Fino al XVII secolo la zona della basilica e della piazza erano occupate da una contrada di campagna in declivio a ridosso della cinta muraria basso-medioevale del rione Santa Lucia, denominata orti Boezi. In seguito il cardinale duca Girolamo Colonna, nel complesso del piano di risanamento urbanistico di Marino voluto dalla famiglia Colonna, ordinò di aprire Corso Trieste, all'epoca chiamato Strada Larga, e di costruire la basilica. Nacque così lo spiazzo terrazzato che prese denominazione dal santo patrono della città.
Nel 1889 il Comune di Marino commissionò allo scultore Michele Tripisciano la realizzazione della fontana del Tritone, grande fontana monumentale in travertino che venne collocata subito al centro della piazza. Attorno alla fontana c'era un'alta cancellata, tolta negli anni trenta nel piano "ferro alla Patria" voluto dal governo fascista. Sempre nel periodo fascista, la piazza venne rinominata "piazza del Plebiscito", e così risulta nel catasto del 1930.
Negli anni sessanta venne costruita la scalinata monumentale che scende dalla piazza verso via Giuseppe Garibaldi. Il 12 luglio 2008 la stessa scalinata, dopo alcuni restauri, è stata intitolata all'ex-abate parroco di Marino monsignor Giovanni Lovrovich, nel decimo anniversario dalla sua morte.
Piazza San Barnaba è stata ed è teatro di tutti gli eventi più importanti della vita marinese: nell'Ottocento vi si tenevano le manifestazioni del Carnevalone, prosecuzione del Carnevale il mercoledì delle Ceneri, organizzato dal forte partito anti-clericale in opposizione ai cattolici; durante la Sagra dell'uva la fontana del Tritone è una di quelle che partecipano al "miracolo delle fontane che danno vino". Inoltre, vi si sono svolti numerosi concerti e spettacoli con la partecipazione di varie personalità; solo per citare gli episodi più recenti: nel 2007 un concerto di Gigi d'Alessio, nel 2003 uno del Banco del Mutuo Soccorso.